# 8-氯荧蒽
8-氯荧蒽是一种氯代芳烃，化学式为C16H9Cl。它可由4-氯苯硼酸和1,8-二溴萘在钯配合物催化下反应制得；或由8-氨基荧蒽和亚硝酸钠在酸性条件下反应，再氯化得到。它和双频哪醇二硼在催化下反应，可以得到荧蒽-8-硼酸频哪醇酯。